# Ласло Надь (футболіст)
Ласло Надь (угор. László Nagy, нар. 21 жовтня 1949) — угорський футболіст, що грав на позиції нападника.
Виступав, зокрема, за клуб «Уйпешт», а також національну збірну Угорщини.

## Клубна кар'єра
У дорослому футболі дебютував 1968 року виступами за команду «Уйпешт», в якій провів п'ятнадцять сезонів, взявши участь у 355 матчах чемпіонату. Більшість часу, проведеного у складі «Уйпешта», був основним гравцем атакувальної ланки команди. З цим клубом він був чемпіоном Угорщини дев'ять разів і п'ять разів вигравав Кубок Угорщини .
Завершив ігрову кар'єру у швейцарській команді другого дивізіону «Локарно», за яку виступав протягом 1983—1984 років.
По завершенні ігрової кар'єри працював тренером в ряді невеликих угорських клубів, в тому числі і в рідному «Уйпешті», з яким у сезоні 1996/97 став віце-чемпіоном Угорщини.

## Виступи за збірну
У складі олімпійської збірної був учасником футбольного турніру на Олімпійських іграх 1968 року у Мехіко, на якому зіграв 4 матчі, в тому числі фінальний, здобувши того року титул олімпійського чемпіона.
7 жовтня 1970 року дебютував в офіційних матчах у складі національної збірної Угорщини в грі відбору на чемпіонат Європи 1972 року проти Норвегії (3:1), в якій забив гол.
У складі збірної був учасником чемпіонату світу 1978 року в Аргентині, на якому зіграв у всіх трьох матчах проти Аргентини (1:2), Італії (1:3) та Франції (1:3), але Угорщина не подолала груповий етап.
Загалом протягом кар'єри у національній команді, яка тривала 11 років, провів у її формі 25 матчів, забивши 7 голів.

## Титули і досягнення
- Чемпіон Угорщини (8):

«Уйпешт»: 1969, 1970, 1970/71, 1971/72, 1972/73, 1973/74, 1974/75, 1977/78, 1978/79
- Володар Кубка Угорщини (5):

«Уйпешт»: 1969, 1970, 1974/75, 1981/82, 1982/83
- Чемпіон Європи (U-23): 1974

- Олімпійський чемпіон: 1968